# 兴仁凤丫蕨
兴仁凤丫蕨（学名：Coniogramme xingrenensis）为裸子蕨科凤丫蕨属下的一个种。

## 扩展阅读
- 維基物種上的相關：兴仁凤丫蕨